# Société financière
En France, une société financière est une unité institutionnelle selon les normes de la comptabilité nationale. C'est un ensemble de sociétés et quasi-sociétés dont la fonction principale consiste à fournir des services d'intermédiation financière (banque et assurance) et/ou à exercer des activités financières auxiliaires (auxiliaires financiers).
L'ensemble des sociétés financières forme, avec les quasi-sociétés financières, l'un des six secteurs institutionnels de la Comptabilité nationale.
Le secteur institutionnel des sociétés financières est divisé en cinq sous-secteurs institutionnels :
- banque centrale ;
- autres institutions financières monétaires (la compatibilité nationale y exclut par convention les sociétés d'assurance et les fonds de pension) ;
- autres intermédiaires financiers ;
- auxiliaires financiers ;
- sociétés d’assurances et fonds de pension.

Les banques coopératives et mutualistes, qui font partie historiquement de l'économie sociale, sont rattachées aux sociétés financières, et ne sont pas considérées comme des ISBLSM. 